# Amherst (New York)
Amherst ist eine Stadt („Town“) im Erie County, New York, Vereinigte Staaten, nordöstlich der Stadt Buffalo. Die Stadt ist benannt nach Jeffrey Amherst, 1. Baron Amherst, einem britischen Feldmarschall des 18. Jahrhunderts.
In Amherst leben 129.525 Menschen (Stand: Volkszählung 2020). Die Stadt ist ein Vorort von Buffalo. Sie hat eine Fläche von 138,7 km² und die Bevölkerungsdichte beträgt 844,8/km². Amherst ist nicht weit von den Niagarafällen entfernt.
Amherst wurde 2005 zur sichersten Stadt Amerikas gewählt (2006 zweitsicherste). Seit 2019 tragen die Buffalo Beauts (Fraueneishockey) aus der Premier Hockey Federation ihre Heimspiele in Amherst aus.

## Teilorte von Amherst
| - Eggertsville - Getzville - Audubon - East Amherst (auch: Transit Station) - Grover Cleveland Terrace | - North Bailey - Snyder (auch Snyderville) - Swormville - West Amherst - Williamsville |

## Universitäten
- University at Buffalo
- Daemen College
- Erie Community College
- Bryant and Stratton

## Söhne und Töchter der Stadt
- Jeffrey Gundlach (* 1959), Investor und Geschäftsmann
- Dan Gronkowski (* 1985), American-Football-Spieler
- Rob Gronkowski (* 1989), American-Football-Spieler
- Tom McCollum (* 1989), Eishockeytorwart
- Anita Alvarez (* 1996), Synchronschwimmerin